# Educația copiilor supradotați
Educația copiilor supradotați este un sistem de educație alternativă.

## Definirea supradotării
Supradotarea este o manifestare umană deosebită, cu multiple fațete, având ca element comun excepționalitatea și fiind realizată prin combinarea fericită a unor capacități intelectuale și aptitudini deosebite cu anumite trăsături de personalitate (și în condițiile unui mediu socio-familial-cultural favorizant). Copiii supradotați nu constituie un grup populațional omogen. Nu se poate vorbi de un profil psihologic unic.Totuși, supradotații constituie un grup aparte, care se diferențiază prin caracteristicile de personalitate, stil de învățare, mod de interacționare cu semenii etc.Ei trebuie considerați persoane cu nevoi speciale, tocmai pentru că sunt speciali.

Elevul supradotat este acel subiect cu o capacitate intelectuală superioară mediei, (la nivel psihometric, peste 130),observându-se diferențe cognitive atât la nuvel cantitativ, cât și calitativ, o maturitate mai mare (percepție și memorie vizualǎ), dezvoltarea capacității metacognitive la o varstă timpurie (aproximativ 6 ani) și intuiție în rezolvarea problemelor, talent creativ și motivație intrinsecă pentru învățare, precocitate și talent.

Cea mai completǎ definiție a supradotǎrii a fost prezentatǎ în Raportul Maryland, propus de Comisia pentru Educație a Ministerului Educației din Statele Unite (la Congresul pe tema educației, 1971). Conform ei, copiii supradotați și talentați sunt acei copii capabili de performanțe ridicate, care demonstreazǎ achiziții și/sau abilitǎți potențiale, precum: capacitate intelectuală generală, aptitudine academică specifică, gândire creativă sau productivă, capacitate de lider, arte vizuale și reprezentative, capacitate psihomotorie.

## Concepte despre supradotare
Educația copiilor supradotați nu este o educație elitistică, nu se adresează unui procent redus din educația școlară, ci, prin programele de acumulare, accelerare și îndrumare, sunt promovate, formate și dezvoltate abilitățile naturale și potențialele tuturor categoriilor de copii. O alternativă educațională poate și trebuie să fie orientată către principii de dotare intelectuală, respectiv emancipare, și nu manipulare.
Declarația de la Lisabona respectă toate principiile enunțate și exprimate clar de zeci de ani de sistemul de educație a copiilor supradotați. Educația copiilor supradotați nu vine în contradicție, ci se suprapune și respectă sistemul de învățământ existent, însă se bazează pe un curriculum, programe și metodologii de învățământ și practică ce pot îmbogăți oferta grădinițelor, școlilor, liceelor și universităților, la alegerea acestora. 
- Noțiuni fundamentale ale dezvoltării umane
- Nivele de dezvoltare
- Dezvoltările asimetrice (asincrone) ale copiilor înzestrați
- Nivelele dezintegrării pozitive
- Natura și conceptele despre inteligența și creativitatea umană: modele și teorii, modelul inteligenței multiple
- Modele și teorii asupra supradotării și talentului: implicit, explicit, altele
- Caracteristicile cognitive, afective și sociale ale copiilor supradotați și talentați

## Identificarea copiilor înzestrați și talentați
Acești copii necesită programe și/sau servicii educative superioare celor care se găsesc, de regulă, în programa școlară, în vederea realizǎrii contribuției lor fațǎ de sine și fațǎ de societate. Este posibil ca acești copii capabili de realizări înalte să nu-și fi demonstrat încă potențialul printr-un randament înalt, de aceea este foarte importantǎ identificarea lor de cǎtre persoane calificte profesional.
Este absolut necesar să fie luat în considerare conceptul de supradotare în toate formele sale de manifestare, pentru dezvoltarea unui sistem potrivit de servicii, pentru cea mai bună educare a elevilor cu potențial variat și multiplu.  O alternativă pentru orientarea spre succes este definirea supradotării ca fiind o dezvoltare avansată în orice domeniu. 
Tannenbaum introduce conceptul de șansǎ - ea presupune întâlnirea copilului supradotat cu persoana care sǎ-l descopere și sǎ-l orienteze. 

Toate aceste caracteristici sunt utilizate în educația copiilor înzestrați, iar evaluarea progresului se face pe toate aceste direcții (Joseph Renzulli a cuprins toate aceste direcții în formula simplǎ a celor trei cercuri, ce caracterizeazǎ: inteligența, creativitatea și atingerea țelurilor propuse.
Importanța identificării timpurii a supradotaților este primordială și constă tocmai în faptul că majoritatea explicațiilor despre diferențele dintre potențialitate și situația de supradotat își îndreaptă factorii familiari și oportunitățile educative și profesionale spre diferențele substanțiale din mediile favorabile timpurii.
Există diverse obstacole care pot împiedica un specialist să identifice un copil cu aptitudini înalte, iar acesta să treacă neobservat, datorită unor așteptări stereotipe de randament ridicat, false așteptări, lipsa motivației din partea elevului pentru participarea la o educație standardizată, încercarea de a nu-și trăda înaltele abilități, neputințele, comportament inadecvat și timiditate.
Atât sprijinul părinților, cât și cel al profesorilor sunt decisive în dezvoltarea talentului copilului supradotat. Observațiile empirice și studiile de caz sugerează că trebuie să examinăm atitudinile părinților în educația și dezvoltarea copilului în primii ani de viață. Dezvoltarea capacităților științifice depinde în primul rând de determinările individuale, ca și de potențialul intelectual sau de creativitate, de motivația intrinsecă, de curiozitatea cognitivă și preocupările pentru un domeniu specific.
Concomitent cu diversificarea activităților în domeniul științei și tehnologiei, se ajunge la cunoașterea declarativă și procedurală, ceea ce poate conduce la diverse niveluri de cunoaștere sau de excelență a randamentului. Este nevoie de o educație în spiritul creativității ca stimul al relațiilor socio-emoționale; iar familia, școala sau condițiile de socializare profesională trebuie să acționeze ca stimul al interacțiunilor în grupul de elevi. De asemenea, acestea le pot oferi șansa să utilizeze materiale pentru învățare și instrumente pentru cunoașterea individuală. în final, acțiunile, așteptările și scările de valori ale contextului social joacă un rol important în dezvoltarea și educarea tinerilor supradotați și foarte talentați. 
În cadrul problematicii identificării, aplicarea testelor psihometrice trebuie să ia în considerare elementul cultural care stă la baza construirii testelor. Un mare număr de teste de inteligență și de aptitudini folosite în unele țări au fost inițial validate și în alte țări cu culturi diferite; or, evaluarea unui copil sau tânăr trebuie foarte bine studiată, înseamnă că aceste instrumente nu trebuie transferate direct, fără să fi fost mai întâi validate în mod adecvat, ținând seama de condițiile specifice țării respective și fiind aplicate corect.
Se întâmplă frecvent ca unele persoane să ia decizii în numele altora, proces în care intervin prejudecățile. Testele psihologice bine construite și aplicate pot limita aceste prejudecăți. Testele nu creează probleme, doar le cuantifică și, chiar dacă s-ar renunța la testele de inteligență și de aptitudini, acest lucru nu ar împiedica să existe copii mai puțin inteligenți sau foarte inteligenți. Problema aptitudinilor diferențiale se cunoștea cu mult timp înaintea apariției psihologiei moderne sau a testelor de inteligență.
Un diagnostic bun își propune aprecierea nivelului intelectual al subiectului examinat, cu probe fiabile dintre factorii fundamentali de tip cognitiv, adică testele de inteligență fluidă și cristalizată, de aptitudini verbale, numerice și spațiale. Dacă punctajele sunt scăzute, profesorii pot fi avertizați că orele lor sunt prea dificile. Testele de aptitudini au o funcție mult mai importantă decât testele anterior menționate. Astfel se descoperă că există copii a căror aptitudine intelectuală nu le poate explica problemele educative și alți copii capabili, dar care nu obțin rezultate bune. Pentru aceștia sunt în special utile testele de personalitate și de motivație. 
În mod obișnuit, programele de îmbunătățire a inteligenței au fost aplicate pe persoane și copii cu dificultăți sau defavorizate socio-cultural și care-și îmbunătățesc, după fina¬lizarea programului, nivelul intelectual. S-a observat creșterea cu până la 15 puncte a QI fără a se urma vreun program de îmbunătățire cognitivă, ci doar prin schimbarea cadrului familial al copilului (Alonso și Benito, 1994-apud Yolanda Benito, 2003). Nu în sensul că inteligența lui „a crescut", ci că pur și simplu fusese inhibat și, într-un cadru socio-afectiv mai adecvat, aceasta a ieșit la lumină. Multe dintre rezultatele programelor folosite pentru copiii defavorizați socio-cultural apar în urma atenției speciale primite de acești copii (efectul „Pygmalion”).
Gagné (1989 ; 1991) a demonstrat că aceste metode nu sunt fiabile față de standardele psihometrice, și deci nu prezintă o alternativă realistă la procedeele de identificare formale. Informarea adițională, în cadrul orelor de evaluare, poate fi utilă, după cum am spus deja, completând-o cu alte procedee. Există exemple de personalități faimoase ca Einstein, Edison etc. care, în copilăria lor, au obținut fără îndoială un QI mai mic decât media, fiind lenți și având o capacitate verbală limitată (Coriat, 1990-apud Yolanda Benito, 2003). Probabil, dacă ar fi fost examinați din copilărie cu ajutorul a multiple procedee și instrumente, s-ar fi putut ajunge la descoperirea unei dotări excepționale în inteligența practică. Totuși, există preșcolari cu o astfel de capacitate extraordinar de bine dezvoltată, dar care se află în contrast cu economia lor de limbaj, lipsită de înțelegere și raționament .
În mod cert, la nivelul psihometric e foarte dificil, dacă nu chiar ridicol, să se stabilească un punct fix al QI în care un individ trebuie să fie considerat supradotat. Ne vedem confruntați cu problema privind continuitatea punctajelor și fixarea unui punct care să-1 separe pe supradotat de nesupradotat, ceea ce ar trebui să se facă în mod flexibil. Fiecare caz trebuie, așadar, examinat individual și printr-o abordare multidimensională .
Evaluarea trebuie să cuprindă procedee multiple, instrumente și metode: întrevederi
cu părinții, copiii și profesorii; observații, chestionare, liste, teste standard etc. Tehnicile
trebuie selectate după calitățile științifice, după obiectivitate, fiabilitate și validitate. În
această evaluare, o mare importanță o are judecata părinților, pentru că ei îi pot observa
în orice împrejurare pe copiii lor. Acestora li se cere, în discuții și prin diverse chestionare, să relateze exemple concrete de comportamente care le-au atras atenția asupra diferenței de dezvoltare în raport cu alți copii.
Făcând referință la metodele cele mai adecvate de identificare, testarea individuală este instrumentul cel mai potrivit, deși necesită mult timp pentru aplicare. La aceeași concluzie ajunge atât Ministerul Educației și Științei din SUA (1971), cât și studiile lui Gallagher (Terrassier, 1981-apud Yolanda Benito, 2003). Identificarea cere o abordare multimetodică. Teoriile cele mai recente despre supradotare și creativitate își asumă concepte multidi¬mensionale. Aceste abordări ale diagnosticului multidimensional privind supradotarea și creativitatea, bazate pe teorii, au avantajele modelelor unidimensionale. Aceste abordări se pot completa perfect ,deoarece ele pot reuși cu o mai mare exactitate, prin aportul testelor psihometrice.
Aplicarea multimetodelor, incluzându-le pe cele care sunt mai exacte în testele de stabilire a coeficientului de inteligentă, poate reduce problemele dacă diagnosticul este stabilit cu grijă.
Instrumentele psihologice cele mai uzuale ce permit identificarea copiilor supradotați sunt testele psihologice. Cele mai uzitate sunt Wechsler Intelligence Test for children versiunea III (Wisc-III) și Stanford-Binet versiunea IV (SB-IV). Aceste teste sunt folosite în general pentru copiii obișnuiți , deviațiile de la standard permițând identificarea copiilor supradotați, fǎrǎ a indica gradul și direcția supradotǎrii.
O altǎ posibilitate de a testa copiii supradotați este datǎ de Woodcock Johnson Achievement Test. Testele de acumulare-învățare cele mai folosite sunt Woodcock Johnson și Wide Range. Aceste teste nu mǎsoarǎ abilitǎțile și se folosesc în completarea testelor de inteligențǎ de tip IQ.
La aceste douǎ tipuri de teste se mai adaugǎ și testele de creativitate vizualǎ sau verbalǎ, de exemplu Torrance,  completind astfel definitia data de Renzulli asupra supradotǎrii în teoria celor trei inele (inteligentțǎ, capacitate de învațare, creativitate).
Pentru stabilirea stilurilor optime de învǎțare și educare se mai testeazǎ și abilitțtile vizual-spațiale, auditiv-secvențiale, kinestetice sau senzitive a copiilor. Pentru a întelege supradotații din punct de vedere motivațional, se folosesc teste direcționate spre inteligența spiritualǎ sau inteligența emotionalǎ. Pentru a se stabili orizontul  de preocupari ale supradotaților, se monitorizeazǎ inteligența multiplǎ (Gardner-nu existǎ un singur tip monolitic de inteligențǎ care sǎ stea la baza reușitei în viațǎ, ci un spectru larg de inteligențe: lingvisticǎ, logico-matematicǎ, spațialǎ, psihomotorie, muzicalǎ, interpersonalǎ, intrapersonalǎ). Creativitatea sau alte calitǎți specifice pot fi, de asemenea, caracterizate și testate atât prin teste standard, cât și prin stabilirea profilului tip de personalitate. În ultima vreme, existǎ o deschidere tot mai mare în testarea mai curind a profilului de personalitate ce se asociazǎ cu caracteristicile supradotǎrii, în paralel cu testele de tip performanțǎ, ce sunt în acest moment clasice.
Deoarece existǎ și riscul unor probleme psihice (Adhd, ADD, Sindromul Asperger etc.) se utilizeazǎ și teste pentru identificarea stabilitǎții psiho-intelectuale-de exemplu: Multiscore Depression Inventory pentru copii (al lui Kaiser), ca și Children’s Depression Inventory (al lui Kovac), pentru a sesiza gradul de stabilitate sau de risc pentru probleme psihice.

## Testare online [legături externe]
- ro  Mensa Romania Arhivat în 4 martie 2010, la Wayback Machine.
- ro  Teste de Inteligenta Ro-Flash.ro Arhivat în 24 august 2007, la Wayback Machine.
- ro  Teste de inteligenta Arhivat în 25 august 2007, la Wayback Machine.
- en  Cognitive Metrics